# 王一宁 (大学士)
王一宁（？—1452年），明朝官员。

## 生平
永樂十六年（1418年）中进士，景泰二年（1451年）十二月庚寅，礼部左侍郎王一宁、祭酒萧鎡兼翰林学士，直文渊阁，预机务。
景泰三年（1452年）四月晋太子少师。景泰帝赐陈循、高谷白金百两，江渊、王一宁、萧鎡五十两，让他们支持立皇子朱见济为太子。夏五月甲午，废皇太子朱见深（明英宗子）为沂王，立皇子朱见济为皇太子。废皇后汪氏，立太子母杭氏为皇后。封上皇子朱见清荣王，朱见淳许王。大赦天下。
秋七月壬寅，王一宁卒，谥号文通。

### 引用
1. ↑  《明史·列传第七 诸王四》：礼部尚书胡濙暨魏国公徐承宗，宁阳侯陈懋，安远侯柳溥，武清侯石亨，成安侯郭晟，定西侯蒋琬，驸马都尉薛桓，襄城伯李瑾，武进伯朱瑛，平乡伯陈辅，安乡伯张宁，都督孙镗、张軏、杨俊，都督同知田礼、范广、过兴、卫颖，都督佥事张儿、刘深、张通、郭瑛、刘鉴、张义，锦衣卫指挥同知毕旺、曹敬，指挥佥事林福，吏部尚书王直，户部尚书文渊阁大学士陈循，工部尚书东阁大学士高穀，吏部尚书何文渊，户部尚书金濂，兵部尚书于谦，刑部尚书俞士悦，左都御史王文、王翱、杨善，吏部侍郎江渊、俞山、项文耀，户部侍郎刘中敷、沈翼、萧镃，礼部侍郎王一宁，兵部侍郎李贤，刑部侍郎周瑄，工部侍郎赵荣、张敏，通政使李锡，通政栾恽、王复，参议冯贯，诸寺卿萧维祯、许彬、蒋守约、齐整、李宾，少卿张固、习嘉言、李宗周、蔚能、陈诚、黄士俊、张翔、齐政，寺丞李茂、李希安、柴望、郦镛、杨询、王溢，翰林学士商辂，六科都给事中李讠赞、李侃、李春、苏霖、林聪、张文质，十三道御史王震、朱英、涂谦、丁泰亨、强弘、刘琚、陆厚、原杰、严枢、沈义、杨宜、王骥、左鼎联名奏请立太子。